# Židovský hřbitov v Třešti
Židovský hřbitov v Třešti je situován na jihu města mezi silnicí vedoucí do Hodic a rybníkem Korečník. Areál s více než 1700 náhrobky, dvěma brankami a márnicí s hebrejskými liturgickými texty v rohu při silnici je nemovitou kulturní památkou č. 7109. K areálu hřbitova přiléhá parkoviště.

## Historie
Založen byl v 2. pol. 17. století, později byl dvakrát rozšiřován (1736, 1836) a pohřbívalo se na něm až do Druhé světové války, kdy byla většina židovských obyvatel odvlečena do koncentračních táborů. Památník těmto obětem holocaustu z roku 1992 je umístěn ve dvoře radnice  Mezi přibližně 1200 náhrobky nalezneme ukázky barokního a klasicistního stylu se symbolikou, nejstarší náhrobek pochází z roku 1705 a patří Rachel, dceři Geršona, poměrně málo jsou zastoupeny novodobé náhrobky. Poslední pohřeb se tu konal před rokem 1942. Márnice, která sloužila jako původní vstup na hřbitov, je z pol. 19. stol., k vidění jsou v ní fragmenty liturgických textů v hebrejštině. V roce 2003 zde byly uloženy ostatky Wolfganga z třešťské židovské rodiny Münchů, který přežil válku a žil v Anglii. Dnes je hřbitov majetkem Židovské obce.